# 爱德华·索科伊内
爱德华·莫林格·索科伊内（英語：Edward Moringe Sokoine，1938年8月1日—1984年4月12日），马赛族人，坦桑尼亚政治人物，前总理（1977—1980年、1983—1984年）。

## 生平
1938年生于坦噶尼喀阿鲁沙区蒙杜利的马赛族家庭。1961年加入坦噶尼喀非洲民族联盟。1962年进姆宗贝地方政府办的师范学校读书。1965年以前任马赛县委员会执行官。1965年当选国民议会议员。1965—1967年任马赛县发展委员会主席。1967年8月任交通、运输和劳工部副部长。1967—1970年任运输执照局主席。1970年11月任副总统办公室国务部长。1972年2月任国防部长和国民服务部长。1977年2月革命党成立后，当选为中央委员，同时出任坦桑尼亚联合共和国总理，1973—1978年曾四次访问中华人民共和国。1978年9月正式访问了中华人民共和国。后因健康原因于1980年11月去职。1983年2月再次受命担任总理职务。
1984年4月12日，他在新首都多多马参加了国民议会会议之后，乘车返回达累斯萨拉姆途中遭遇车祸身亡。他被视为总统尼雷尔的接班人。